# Patrick Cazal

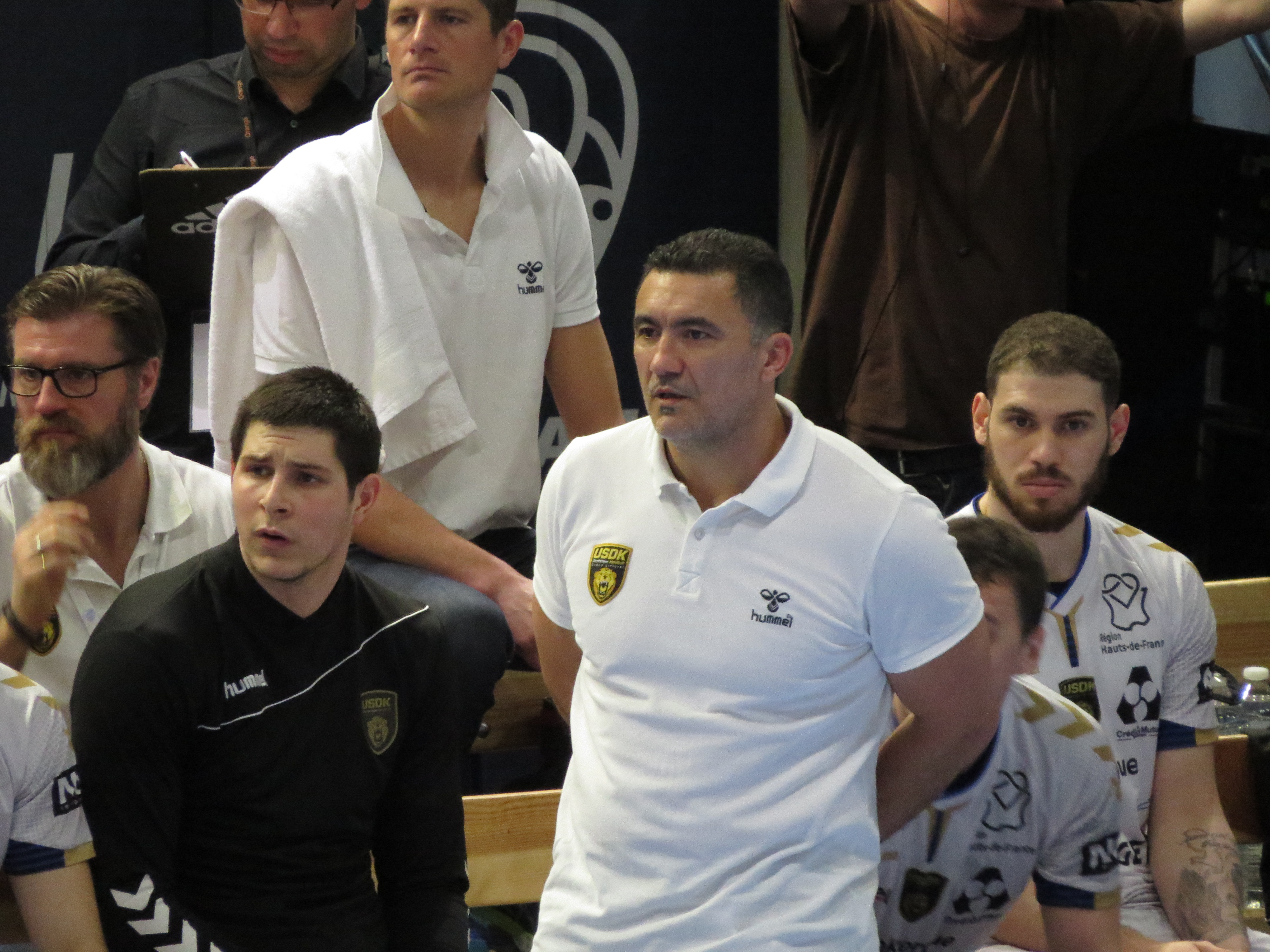
Patrick Cazal, 2017.

Patrick Cazal, född 6 april 1971 i Saint-Joseph på ön Réunion, är en fransk handbollstränare och före detta handbollsspelare (högernia). Han spelade 171 landskamper och gjorde 482 mål för Frankrikes landslag, från 1994 till 2004. Cazal är en av flera landslagsstjärnor i handboll i Frankrike med härkomst från det franska utomeuropeiska departementet (kolonin) Réunion, en ö i Indiska oceanen. Två andra exempel är Jackson Richardson (417 landskamper) och Daniel Narcisse (311 landskamper).
Sedan 2011 är Cazal huvudtränare för det franska klubblaget Dunkerque HGL.

## Klubbar

### Som spelare
- Réunion (–1990)
- Paris-Asnières (1990–1994)
- Montpellier HB (1994–1999)
- Elgorriaga Bidasoa (1999–2002)
- TUSEM Essen (2002–2005)
- Dunkerque HGL (2005–2008)

### Som tränare
- Dunkerque HGL (assisterande, 2008–2011)
- Dunkerque HGL (2011–)

## Meriter

### Klubblagsmeriter
Som spelare
- Fransk mästare tre gånger (1995, 1998 och 1999) med Montpellier HB
- Fransk cupmästare 1999 med Montpellier HB
- EHF-cupmästare 2005 med TUSEM Essen

Som tränare
- Fransk mästare 2014 med Dunkerque HGL
- Fransk cupmästare 2011 med Dunkerque HGL
- Fransk ligacupmästare 2013 med Dunkerque HGL

### Landslagsmeriter
- VM 1995 på Island:  Guld
- VM 1997 i Japan:  Brons
- EM 1998 i Italien: 7:a
- VM 1999 i Egypten: 6:a
- EM 2000 i Kroatien: 4:a
- OS 2000 i Sydney: 6:a
- VM 2001 i Frankrike:  Guld
- EM 2002 i Sverige: 6:a
- VM 2003 i Portugal:  Brons
- EM 2004 i Slovenien: 6:a

### Individuella utmärkelser
- Bästa spelare och bästa högernia i Franska ligan 1999
- Bästa utländska spelaren i Liga Asobal år 2000
- Bästa högernia vid EM 2000
- Bästa högernia vid VM 2003
- Bästa tränare i Franska ligan 2013
- Bästa målgörare i Liga Asobal säsongen 1999/2000 (166 mål)